# Museo archeologico nazionale di Napoli
Il Museo archeologico nazionale di Napoli, conosciuto anche con l'acronimo di MANN, già Real Museo Borbonico e Museo nazionale, è un museo di tipo archeologico ubicato a Napoli.
Considerato uno dei più importanti al mondo nel suo genere, fu fondato nel 1777 e aperto nel 1816: fonda principalmente le sue esposizioni sulla statuaria della collezione Farnese, sui ritrovamenti provenienti dall'area vesuviana, in particolar modo Pompei, Ercolano e Stabia, e sulla collezione egizia, la prima in ordine cronologico in Italia. Tra le opere custodite al suo interno il Toro Farnese, il più grande pezzo di marmo scolpito proveniente dall'antichità, Battaglia di Isso e Flora, rispettivamente uno dei mosaici e uno degli affreschi più conosciuti dell'arte romana, pitture come la Venditrice di amorini e le Danzatrici, che influenzarono l'arte neoclassica, nonché mosaici come Musici ambulanti che ebbe influenza nel Positivismo.
Nel 2023 il museo ha fatto registrare 553 141 visitatori.

## Storia

### Real Museo Borbonico
Nel 1738 Carlo di Borbone pose la prima pietra di una reggia a Capodimonte per farne un museo nel quale vennero ospitate le pitture della collezione Farnese, ereditate dalla madre Elisabetta. Poco tempo dopo le sale espositive del Museo Ercolanese, nella reggia di Portici, risultarono sia insufficienti ad accogliere il grande numero di pitture, mosaici, sculture e suppellettili provenienti dagli scavi archeologici di Pompei, Ercolano e Stabia, sia pericolose per l'incolumità delle opere minacciate dalle eruzioni del Vesuvio, come accadde nel 1767.
Nel 1777 Ferdinando IV decise quindi di riunire non solo le principali istituzioni culturali di Napoli ma anche tutte le collezioni d'arte appartenente ai Borbone in un unico museo. La scelta cadde sul palazzo degli Studi, liberato dall'Università che era stata spostata presso la Casa del Salvatore: i lavori di adeguamento e ampliamento del palazzo, che ospitava già alcune statue dal 1613 ritrovate nei Campi Flegrei, furono affidati a Ferdinando Fuga, il quale li curò fino alla sua morte, avvenuta nel 1782; successivamente vennero affidati a Pompeo Schiantarelli. Nel 1787 le collezioni borboniche si arricchirono delle statue fatte trasferire a Napoli da palazzo Farnese a Roma e dalle altre residenze della famiglia da Ferdinando nonostante fosse vietato sia delle leggi dello Stato Pontificio che dal testamento di Alessandro Farnese. Nello stesso anno Johann Wolfgang von Goethe nella sua opera Viaggio in Italia scriveva: 
(Johann Wolfgang von Goethe, Viaggio in Italia)

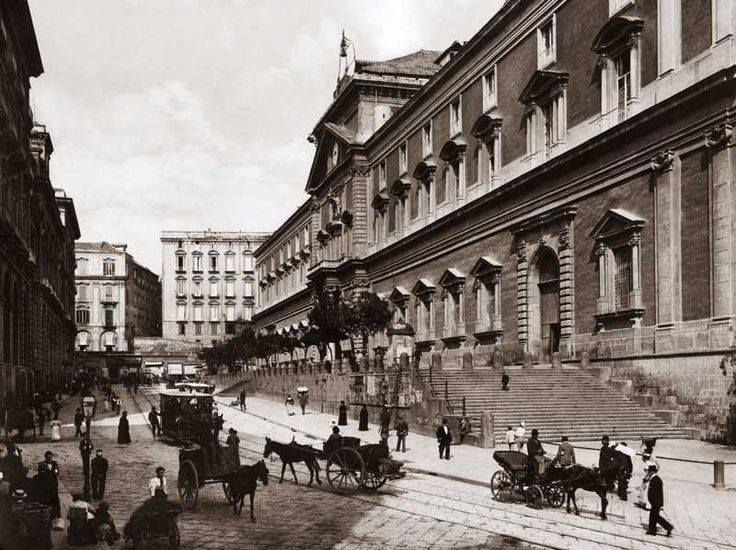
Facciata del museo nel XIX secolo

Durante il decennio francese iniziò il trasferimento delle opere: nel 1805 toccò a quelle di Portici e la statuaria della collezione Farnese, mentre l'anno successivo fu la volta dei dipinti da Capodimonte; nel 1807 Giuseppe Bonaparte nominò Michele Arditi come primo direttore del museo. Nel 1808 proseguirono i trasferimenti da Portici, in particolar modo gli oggetti in marmo e bronzo; dalla stessa data e fino al 1813 vennero inoltre posati come pavimenti, nelle sale occidentali del primo piano, i mosaici rinvenuti negli scavi archeologici vesuviani.
Con la restaurazione dei Borbone il Real Museo Borbonico fu ufficialmente inaugurato il 22 febbraio 1816: per l'occasione Antonio Canova realizzò una statua dedicata al re, posta sullo scalone monumentale. Continuò inoltre l'opera di ampliamento delle collezioni con l'acquisizione di quella della regina Carolina Bonaparte nel 1816 e quella Borgia nel 1817, comprendente le antichità egizie; nello stesso anno ritornarono da Palermo le opere che i Borbone avevano trasferito in Sicilia durante il decennio francese. Nel 1819 l'Arditi allestì il Gabinetto Segreto, ossia quelle pitture e sculture di carattere erotico, visibili solo su autorizzazione; tra il 1820 e il 1821 fu effettuato un riallestimento delle sale. Nel 1826 si completarono i trasferimenti da Portici mentre tra il 1827 e il 1828 furono completati i lavori di ampliamento dell'edificio e il riordino delle collezioni, a cui parteciparono sia l'architetto Pietro Bianchi che Vincenzo Camuccini, quest'ultimo impiegato principalmente nella riorganizzazione delle pitture. Camuccini realizzò il desiderio di re Carlo di vedere affiancati gli affreschi pompeiani con i quadri della collezione Farnese; in una lettera al ministro Fabrizio Ruffo infatti scriveva:
(Vincenzo Camuccini)
Tuttavia l'elevato numero di opere d'arte provocò fin da subito una saturazione degli spazi: fu così che l'Accademia di belle arti venne spostata in un'altra ala dell'edificio consentendo alle pitture antiche di essere esposte al piano terra, in alcuni ambienti del lato meridionale; in un'incisione dell'epoca di Raffaello Morghen è possibile notare come le pareti siano completamente rivestite di quadri da pochi centimetri sopra il pavimento fino a un'altezza di due metri.

### Museo nazionale

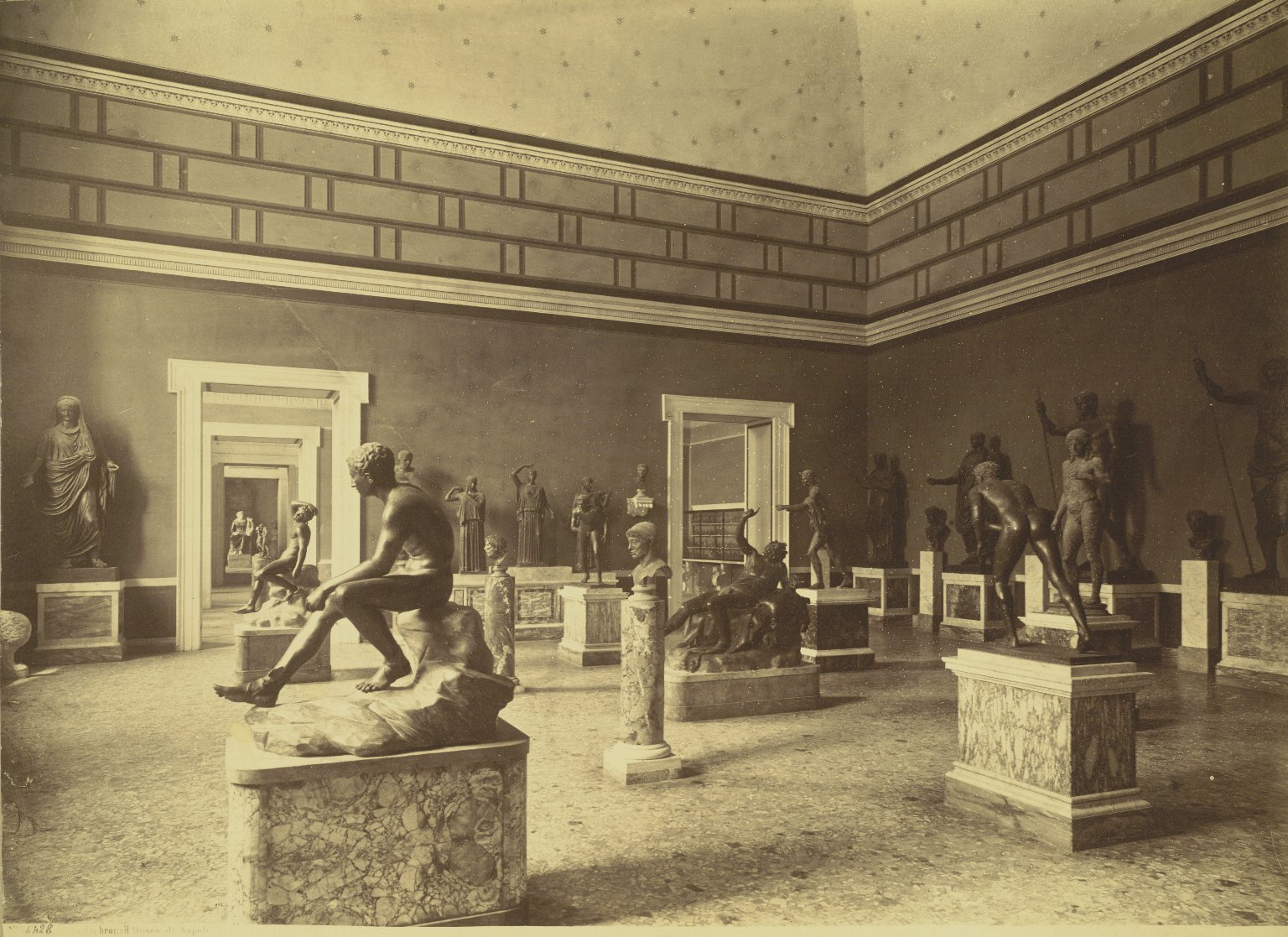
Interno del museo all'inizio del XX secolo

A seguito dell'unità d'Italia il museo mutò la propria denominazione in Museo nazionale; la statua di Ferdinando I che era posta nello scalone fu rimossa: verrà riposizionata nella sua collocazione originale nel 1997. Inoltre, Alessandro Dumas, nominato direttore direttamente da Giuseppe Garibaldi, aprì al pubblico il Gabinetto segreto, provocando sdegno e malcontento tra i visitatori del periodo.
Tra il 1863 e il 1873 con alla direzione Giuseppe Fiorelli si assistette a una riorganizzazione delle collezioni; fu in questo periodo inoltre che l'Accademia delle belle arti venne spostata nella sua sede definitiva e quella di scienza e lettere presso l'università. Altri riallestimenti si ebbero tra il 1901 e il 1904 con Ettore Pais, caratterizzati da non poche polemiche. Nel 1924 fu nominato direttore Amedeo Maiuri: nel 1925 la Biblioteca nazionale venne trasferita al palazzo Reale, liberando spazi dove poter esporre le collezioni pompeiane.
La seconda guerra mondiale non causò particolari danni al museo; poco dopo l'entrata in guerra dell'Italia, il direttore delle Antichità e Belle Arti scriveva a riguardo delle protezioni per le opere d'arte italiane:
(Marino Lazzari)
E infatti, durante la guerra, furono verniciati in azzurro vetrate e lucernai, vennero rinforzate le volte e il tetto, reso ignifugo, fu reso visibile tramite un segno distintivo in modo tale da evitare di essere bombardato; inoltre il museo fu inserito nella lista prioritaria dei pompieri in caso d'incendio. Le opere più delicate vennero spostate nei sotterranei, quelle che presentavo maggiori difficoltà nell'essere spostate furono protette da sacchi di sabbia e involucri in legno, altre ancora vennero trasferite come ad esempio all'abbazia di Montecassino.

### Museo archeologico nazionale
Con il termine della seconda guerra mondiale iniziò un processo di modernizzazione: grazie ai fondi della Cassa del Mezzogiorno venne completato il Museo nazionale di Capodimonte nel quale ritornarono i dipinti della collezione Farnese a partire dal 1957, anno in cui il museo cambiò nuovamente denominazione in Museo archeologico nazionale.
Sotto la direzione di Alfonso De Franciscis dal 1961 al 1976, il quale si fece promotore di un riallestimento nel 1973, si ampliò la sezione dedicata alla Magna Grecia e negli spazi lasciati liberi dalla quadreria, nell'ala occidentale del palazzo, al primo piano, si allestì la sezione dedicata alla villa dei Papiri; in questo periodo inoltre i sottotetti vennero adibiti a depositi, nei quali, a partire dal 1978, cominciarono a essere raccolte le opere.
Nel 2005, al di sotto del museo, fu aperta la sezione Stazione Neapolis, posizionata all'uscita della stazione Museo della Linea 1 dove si raccolsero i reperti ritrovati durante i lavori della costruzione della metropolitana. L'autonomia dei musei nel 2014 permise la riapertura e la revisioni di numerose sezioni chiuse tra cui quella egizia, epigrafica, Magna Grecia e Cuma.

## Descrizione

### Seminterrato
Al piano seminterrato sono ubicate le sezioni egizia e quella epigrafica.

#### Sezione egizia

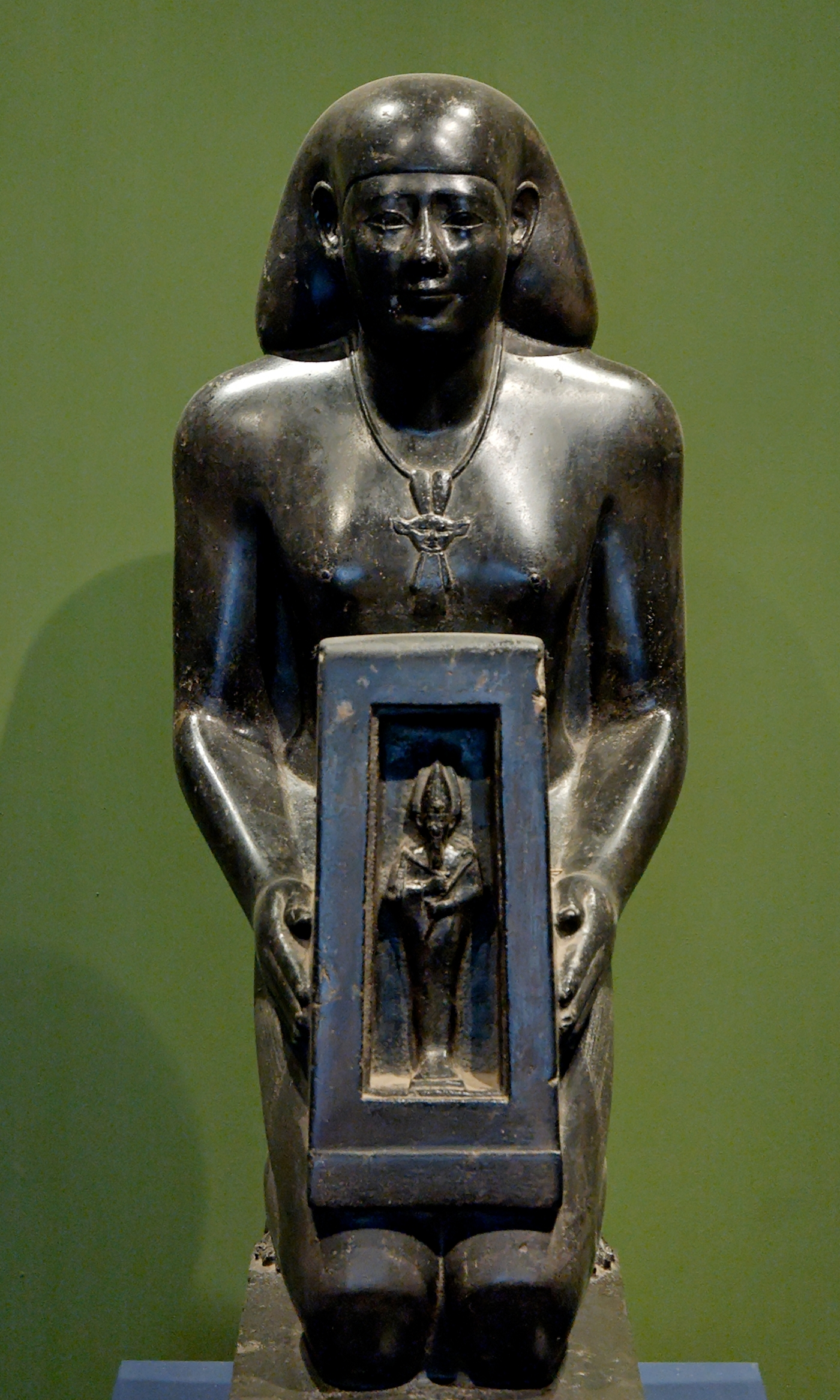
Naoforo

La sezione egizia si costituì nel museo a partire dal 1817 per essere inaugurata da Michele Arditi nel 1821: al momento della sua apertura era formata principalmente da 700 reperti della collezione Borgia. Tale collezione venne acquistata da Ferdinando tra il 1814 e il 1815, alla fine del decennio francese, e raccoglieva appunto reperti egizi appartenenti al cardinale Stefano Borgia, il quale, grazie all'aiuto di antiquari danesi, era riuscito a entrare in contatto con i mercati d'Oriente: tuttavia Georg Zoëga troverà alcuni falsi. Accanto a questa collezione si affiancarono i ritrovamenti a carattere egizio avvenuti tra il 1764 e il 1768 nel tempio di Iside a Pompei e in altre parti della piana campana e l'unica statua della collezione Farnese, il Naoforo, giunto a Napoli nel 1803. Negli anni successivi quindi la sezione andò ampliandosi grazie all'acquisto e alle donazioni di privati; tra il 1827 e il 1828 il museo iniziò ad acquistare la collezione di Giuseppe Picchianti, un viaggiatore, esploratore e mercante d'arte veneziano che assieme alla moglie, la contessa Angelica Drosso, tra il 1819 e il 1825 aveva risalito la valle del Nilo recuperando mummie, sarcofagi, canopi, ma anche oggetti facenti parte del corredo funebre come specchi, vasi per cosmetici e sandali. Insoddisfatto del ricavato dalla vendita dei reperti, Picchianti donò il resto della collezione venendo assunto dal museo in qualità di custode aggiunto, fino ad essere allontanato definitivamente nel 1833. Nel 1842 fu donata la collezione di Carl Wilhelm Schnars. L'interesse per la sezione egizia si andò affievolendo con l'unità d'Italia: venne spostata nei sotterranei del palazzo, sua collocazione definitiva, dove gli ambienti bassi e voltati richiamavano l'architettura delle antiche tombe egizie. Venne riallestita nel corso degli anni 1980 per poi essere riaperta al pubblico nel 1989; fu nuovamente chiusa nel 2007 a seguito di problemi strutturali e nuovamente aperta nel 2016.
Considerata la più antica e tra le più prestigiose d'Europa, la sezione egizia spazia tra la statuaria, ordinata per regni e dinastie, le tombe e i corredi funebri, mummie, di cui si conserva un unico sarcofago integro, quello di Ankhhapy, e reperti legati alla religione, come la mummia di un coccodrillo, e alla magia, con l'esempio di una statua magica.

#### Sezione epigrafica
La sezione epigrafica, considerata una delle più importanti al mondo nell'ambito greco e romano, espone circa 200 delle oltre 2 300 iscrizioni raccolte nel museo: circa 2 000 sono in lingua latina, 200 in greco e 100 in lingue italiche; copre un periodo compreso tra il VI secolo a.C. fino al II secolo. La raccolta si fonda sull'unione di diverse collezione come quella Farnese, realizzata anche con l'aiuto di Fulvio Orsini, con circa 200 pezzi provenienti da Roma e dal Lazio, ospitati nei palazzi della famiglia, quella Borgia, acquistata nel 1817 e comprendente 270 pezzi provenienti da Umbria e Lazio, quella di Francesco Daniele acquistata nel 1812, quella di Andrea de Jorio acquistata nel 1827, quella di Carlo Maria Rossini, acquistata nel 1856 con epigrafi provenienti dall'area flegrea e custodita in origine presso il seminario di San Francesco a Pozzuoli, e quella di Emilio Stevens, acquistata dal 1882 al 1888 con opere provenienti da Cuma; a queste collezioni si aggiungono i ritrovamenti borbonici del XVIII e XIX secolo. Originariamente la sezione era posta nella sala del Toro Farnese: successivamente fu spostata prima nell'atrio e nei giardini e poi, nel 1929, nel porticato e negli ambienti attigui del corpo nuovo. Dopo un lungo periodo di chiusura, fu aperta nel 1995 nei locali del seminterrato ma poi nuovamente chiusa e riaperta, negli stessi ambienti, nel 2017, organizzata per lingua a seconda dei vari centri di provenienza.
Il nucleo più consistente, in lingua greca, è quello proveniente da Neapolis: le epigrafi testimoniano la vita pubblica e religiosa della città, come un frammento rinvenuto in piazza Nicola Amore dove sono riportati gli organizzatori e i vincitori delle Italiche Romane Auguste Isolimpiche, una sorta di Olimpiadi; le epigrafi in greco provengono anche da altre zone della Magna Grecia come le Tavole di Eraclea, risalenti al 300 a.C. e che avevano come argomento la discussione di un'assemblea cittadina. Altre epigrafi riguardano popolazioni indigene dell'Italia centrale e meridionale, ognuna con le proprie lingue italiche, con tema riguardante l'amministrazione delle città e iscrizioni funerarie: provengono in parte da Pompei, Nola, Aeclanum e alcuni centri dell'Umbria e delle Marche. Le epigrafi in lingua latina trattano leggi, come la Tabula Bantina, la regolamentazione delle terre, cippi miliari per la segnaletica delle strade e la misurazione del tempo, come una meridiana; provengono per lo più da Pozzuoli e da Pompei: da quest'ultima sono raccolti sia graffiti che iscrizioni elettorali dipinti a caratteri rossi e neri direttamente sulle pareti in muratura.

### Piano terra
Al piano terra sono le sezioni della statuaria della collezione Farnese, delle gemme Farnese e delle sculture e contesti pubblici.

#### Sezione Farnese

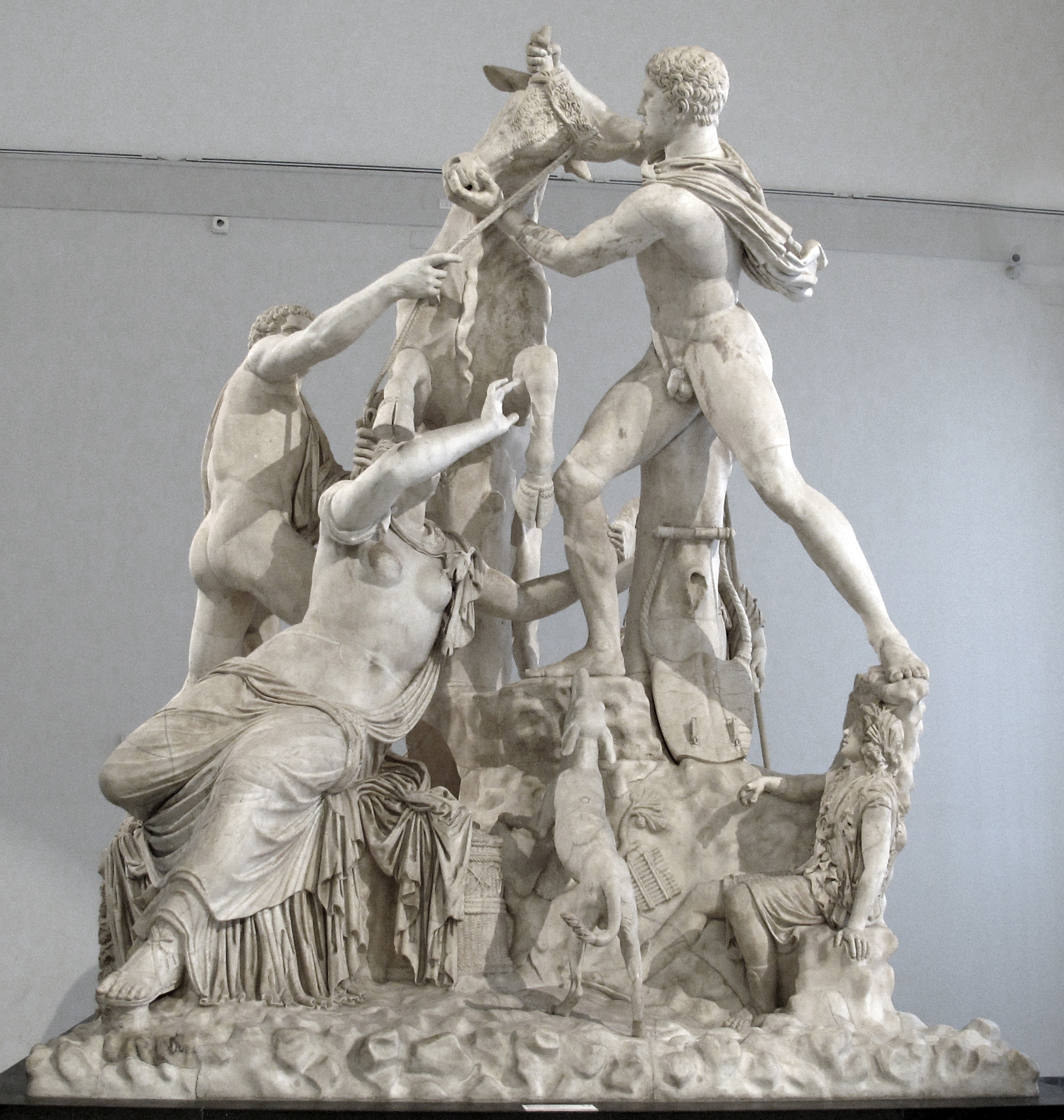
Toro Farnese

La sezione della statuaria della collezione Farnese, ospitata nell'area orientale del piano terra, costituisce una delle principali raccolte di statue dell'antichità al mondo. L'origine della collezione è da datarsi al XVI secolo, quando papa Paolo III, membro della famiglia Farnese, promosse una serie di indagini archeologiche sia per recuperare materiali da costruzione sia per ritrovare opere antiche in modo tale da impreziosire le dimore della famiglia, principalmente il palazzo Farnese a Roma; i maggiori contributi alla collezione arrivarono dagli scavi presso le terme di Caracalla, a cui si aggiungeranno varie acquisizioni. Alla morte di Paolo III i cardinali Ranuccio e Alessandro, con l'aiuto di Fulvio Orsini, organizzarono la collezione e l'ampliarono con l'acquisto di altre raccolte come ad esempio quella di Paolo Del Bufalo, acquistata nel 1562 e comprendente Atlante Farnese. Nel 1731 fu ereditata da Carlo di Borbone tramite la madre Elisabetta Farnese e il suo successore, Ferdinando, tra il 1786 e il 1800, la trasferì, nonostante il veto posto da Alessandro Farnese nel testamento, a Napoli.
Nel museo le opere sono principalmente ordinate rispettando la provenienza dai luoghi farnesiani; tra le statue che erano custodite a palazzo Farnese un plinto con Personificazione di Provincia, un rilievo proveniente dal tempio di Adriano a Campo Marzio, Pothos, l'Artemide Efesia, il Gruppo dei Tirannicidi, l'Era Farnese, la Venere Callipigia, un Apollo citaredo e un Apollo Citaredo seduto su roccia, questi due acquistati dalla famiglia Sassi da Ottavio Farnese nel 1546; in particolare l'Apollo Citaredo, insieme ad altre opere come l'Antinoo Farnese e Pan e Dafni, erano ospitate nella cosiddetta galleria dei Carracci. Dalla biblioteca e dallo studiolo di palazzo Farnese, adibite a wunderkammern, ossia dove venivano raccolti i pezzi di rilievo, arrivano Rilievo con scena di theoxeinia e Pantera in marmo pavonazzetto. Dagli Orti Farnesiani sul Palatino provengono una Coppia di barbari inginocchiati e una statua di Iside-Fortuna, da villa Madama la base della statua colossale di Giove Ciampolini e da villa Farnesina Afrodite Callipige, Amazzone morta e Galata morente. Sono poi le sculture ritrovate negli scavi archeologici delle terme di Caracalla, in particolare Eroe greco con fanciullo, il Genius populi romani e le statue colossali dell'Ercole Farnese, di Commodo Gladiatore, della Flora Farnese e del Toro Farnese, il più grande pezzo di marmo scolpito proveniente dall'antichità. La sezione comprende anche la galleria dei ritratti greci come la Doppia erma di Erodoto e Tucidide e quella dei ritratti romani, come il busto in bronzo di Servilius Ahala, oltre alla sezione dei sarcofagi, tra cui il sarcofago dei Fratelli, riutilizzato come vasca in un piccolo giardino di palazzo Farnese. La galleria degli imperatori raccoglie il Busto di Caracalla, il busto colossale di Vespasiano e Agrippina, quest'ultimo in realtà una statua funeraria di una matrona romana.

#### Sezione gemme Farnese

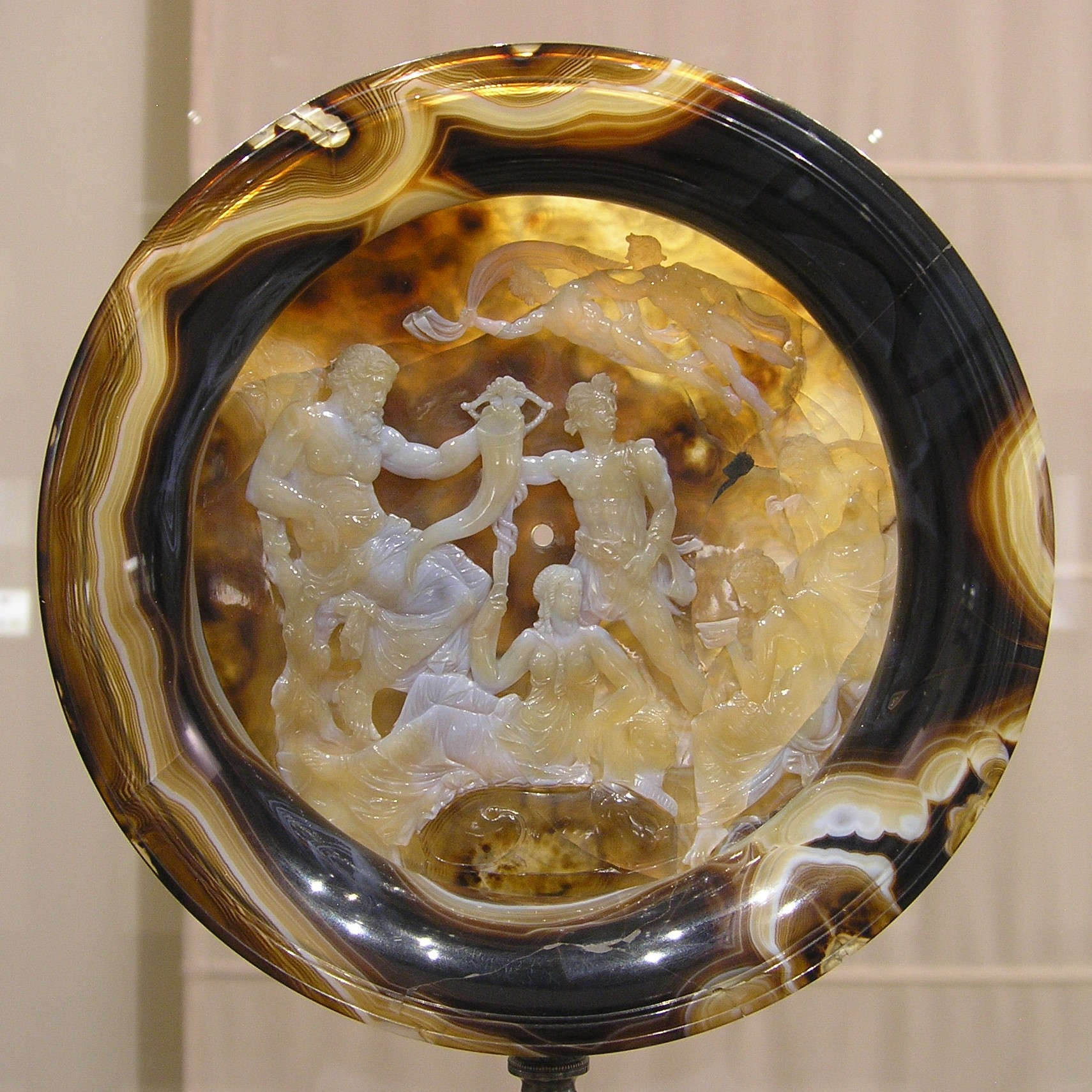
Interno della Tazza Farnese

La sezione gemme Farnese raccoglie l'omonima collezione costituita da gemme, cammei e pietre preziose intagliate. Le prime opere collezionate appartenevano a papa Paolo II: alla sua morte queste passarono al suo successore Sisto IV, il quale, per ringraziare i Medici per il sostegno ricevuto, donò a un giovane Lorenzo il Magnifico parte della raccolta. D'altro canto nel corso del XVI secolo i cardinali Ranuccio e Alessandro Farnese coadiuvati da Fulvio Orsini, cominciarono a collezionare altre opere: uno dei primi pezzi ad essere acquistato fu il Supplizio di Circe. Nel 1586 con la morte di Margherita d'Austria, la collezione Farnese e quella dei Medici furono unite; a questa, nel 1600, si aggiunse anche la collezione personale di Fulvio Orsini. Nella metà del XVII secolo la raccolta fu spostata da Roma a Parma per poi arrivare a Napoli nel 1736 quando venne ereditata dai Borbone; nel 1806 seguì Ferdinando a Palermo durante l'occupazione francese per poi ritornare nella capitale dove i 1 147 pezzi furono sistemati nel museo nel 1816.
L'opera principale è la Tazza Farnese, datata tra il II e I secolo a.C.; tra le altre il cosiddetto Sigillo di Nerone, una Menade danzante attribuita a Sostrato di Chio e l'intaglio in corniola Solone, attribuita allo statista ateniese per via del nome inciso sulla pietra, ma che in realtà doveva trattarsi di un omonimo incisore.

#### Sezione sculture e contesti pubblici
La sezione sculture e contesti pubblici si sviluppa intorno al giardino delle Camelie e negli ambienti circostanti, decorati da Giuseppe Abbati e Fausto Niccolini, su un'area di circa 2 000 metri quadrati e si basa principalmente sui ritrovamenti statuari provenienti per lo più dai siti vesuviani di Pompei ed Ercolano, dai Campi Flegrei e dal basso Lazio; oltre a sculture in marmo e in bronzo sono raccolti anche epigrafi, rivestimenti parietali e elementi architettonici.
Da Pozzuoli provengono sarcofagi di produzione locale o proventi da Roma custoditi originariamente all'interno delle tombe lungo la via Domiziana e statue, come quella di Oreste ed Eletta, che ornavano il Macellum. Da Cuma, statue ospitate sia sull'acropoli che nel foro: la statua di Diomede è considerata come una delle migliori copie dell'originale attribuita a Cresila. Da Baia provengono statue attiche, copie in gesso di modelli greci, realizzati tra il V e il IV secolo a.C.; furono ritrovate sia nelle ville sul mare che nelle terme: da quest'ultime provengono una Testa di Apollo e un'Afrodite Sosandra.
Le opere scultoree di Pompei provengono principalmente dalle necropoli, come il Rilievo con giochi gladiatori dalla tomba di Gneo Alleo Nigibio Maio, ritrovata nei pressi della necropoli di Porta Stabia, dall'area del foro Triangolare e della zona dei teatri, come la copia del Doriforo di Policleto della palestra Sannitica e la statua loricata di Marco Olconio Rufo, dall'area intorno al foro, come la statua di Eumachia proveniente dall'omonimo edificio, e dal tempio di Apollo, in cui furono ritrovate le statue in bronzo di Apollo e Artemide, confiscate dal generale romano Lucio Mummio nel 146 a.C. durante la guerra acaia.
Tra le statue provenienti da Ercolano sono quella equestre di Marco Nonio Balbo e il cosiddetto Cavallo Mazzocchi, uno dei cavalli che facevano parte della quadriga trionfale, ritrovate nei pressi del foro, le nudità eroiche di Marco Nonio Balbo, Marco Calatorio Quarto e Lucio Mammio Massimo, rinvenute nel teatro, e una statua di Tiberio recuperata dal collegio degli Augustali.
Dalle città poste lungo la via Appia provengono il corredo di statue dell'anfiteatro di Capua, tra cui l'Afrodite, dal teatro di Casinum è l'Eroe e dalla porta Principalis di Fondi il Busto di Augusto. Altre opere sono state ritrovate a Minturno e Formia: dalle ville d'otium di quest'ultima è un cratere neoattico con figure dionisiache e una coppia di nereide su pistrice. Diversi sono i sarcofagi: hanno principalmente come tema scolpito quello dei miti greci come il sarcofago attico con il mito di Achille a Sciro, proveniente da Atella, e il sarcofago con il mito di Selene ed Endimione, da Sant'Antimo.

### Primo piano
Al primo piano sono ospitate la collezione numismatica, la sezione mosaici e casa del Fauno e il Gabinetto segreto.

#### Sezione numismatica

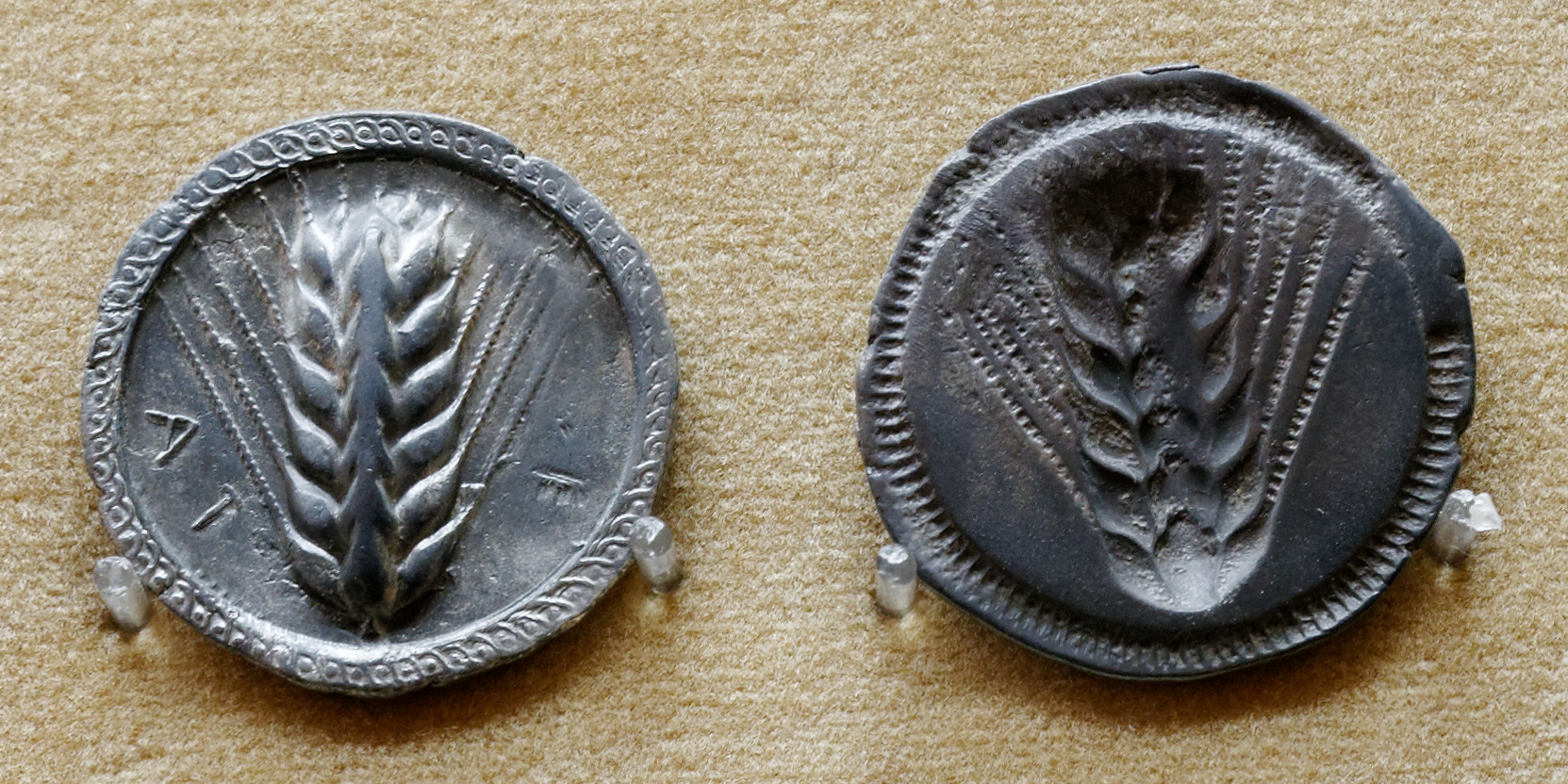
Monete d'argento da Metaponto

La sezione numismatica raccoglie oltre 150 000 monete, facendone una delle collezioni più ingenti al mondo: le monete, provenienti per lo più dal sud Italia, sono datate dalla fondazione delle colonie greche italiche fino all'Unità d'Italia. È costituita principalmente da tre collezioni: quella Farnese, iniziata nel XVI secolo insieme alle altre collezioni della famiglia, venne particolarmente curata da Fulvio Orsini; fu inoltre una delle prime collezioni a essere trasferita da Parma a Napoli, nel 1736. Tra le monete il cosiddetto Medaglione di Pescennio Nigro, uno dei pezzi più apprezzati ma poi rivelatosi essere un falso.
La collezione borbonica si fonda sia sui ritrovamenti provenienti dai siti vesuviani che da acquisizione dai mercati antiquari come una parte della collezione Borgia, in particolare dei nummi unciales, tra cui il Quadrilatero di Roma.
La terza collezione è quella del medagliere Santangelo: conta oltre 42 000 monete raccolte da Nicola e Michele Santangelo, ospitate in origine a palazzo Diomede Carafa e acquistate nel 1865 dallo Stato Italiano. Nel 1867, anno della sua chiusura, si aggiunse il medagliere storico della zecca di Napoli.
Le monete, nel museo, sono raccolte per periodo storico: quelle della Magna Grecia provengono dalle colonie di Sibari, Metaponto, Crotone e Taranto e da centri della Campania, in particolar modo Cuma; tra le monete di questo periodo quelle chiamate dei maestri firmati ossia riportanti il nome dell'incisore come Kimon, Euainetos e Eukleidas. Seguono quelle provenienti dall'antica Roma, sia di età repubblicana che imperiale; accanto a quelle provenienti da Pompei, principalmente in bronzo e, in numero più esiguo, in argento e oro, come la Medaglia di Augusto, dal valore di 400 sesterzi, sono raccolti reperti legati alla vita commerciale della città tra cui l'incasso di un termopolio e un pilastro affrescato con scene di fullonica. Altre monete sono di epoca bizantina, longobarda, come il Solido di Siconolfo coniato a Salerno, normanna, sveva, angioina, aragonese, provenienti dalle zecche dei vicereami di Napoli e Messina, e borbonica.

#### Sezione mosaici e casa del Fauno

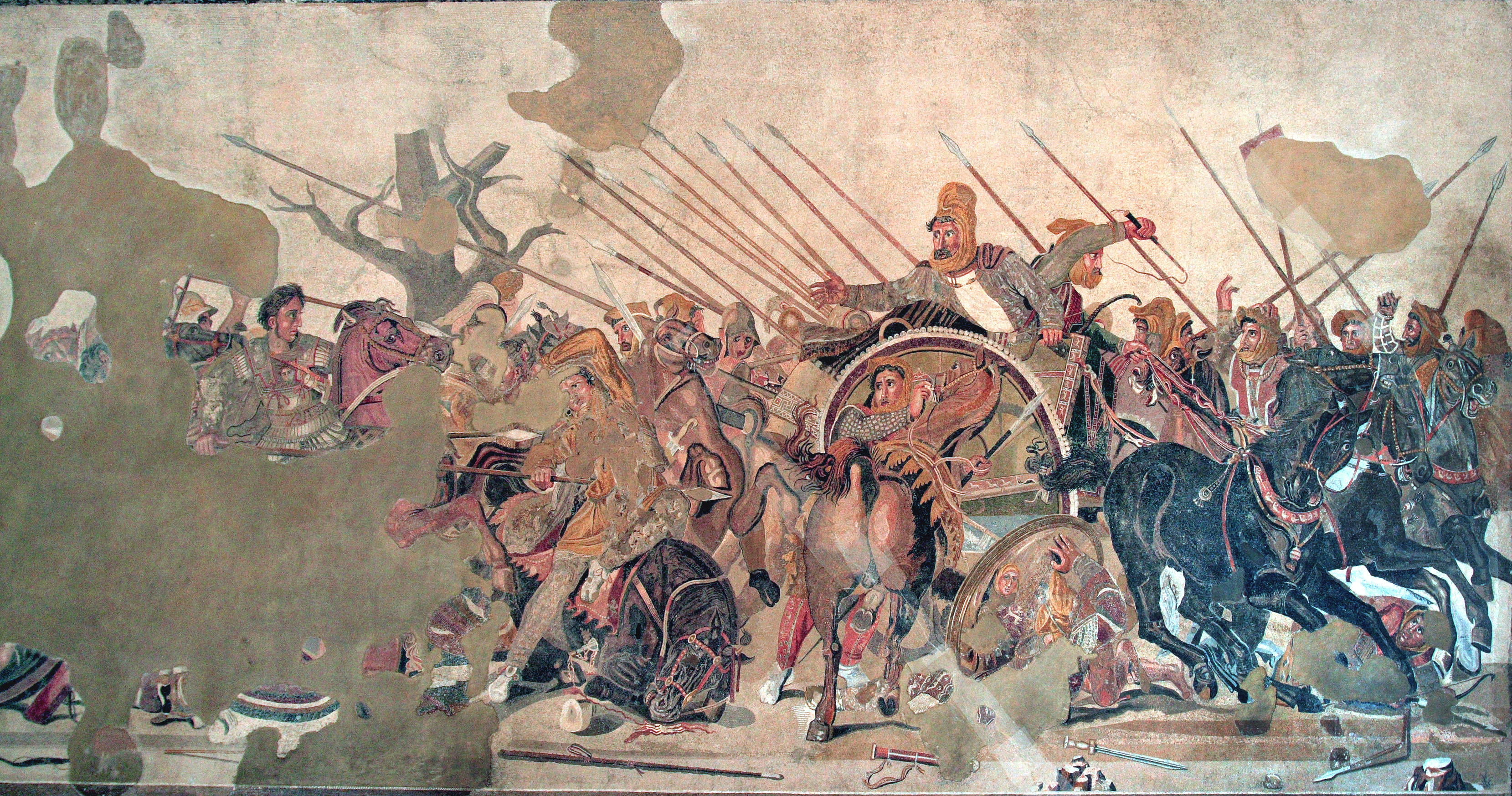
Battaglia di Isso

La sezione mosaici e casa del Fauno raccoglie sia mosaici provenienti da Pompei, Ercolano e altri siti archeologici della Campania antica, che reperti ritrovati durante le indagini archeologiche in una delle più grandi e sontuose domus di Pompei ossia la casa del Fauno.
I mosaici, staccati sia della pareti che dai pavimenti, vennero convertiti in quadretti e in un primo momento esposti accanto agli affreschi: sono realizzati con semplici tessere in bianco e nero, come il Cane alla catena proveniente dalla casa di Orfeo, in opus sectile, come la raffigurazione di una Scena dionisiaca, in pasta vitrea, utilizzata per la decorazione di un ninfeo, oppure in opus vermiculatum, come Musici ambulanti dalla villa di Cicerone, che ebbe successo nella corrente del Positivismo, Bacino con colombe che si abbeverano, ispirato a una composizione di Sosos da Pergamo, Memento mori, Fauna marina e un Ritratto femminile.
Tra i reperti della casa del Fauno la statua in bronzo del Satiro danzante che dà il nome alla domus, posizionata in uno dei due impluvium, e mosaici in opus vermiculatum, come Dioniso fanciullo e, uno dei più famosi mosaici dell'antichità, Battaglia di Isso, che ricopriva il pavimento dell'esedra.

#### Sezione Gabinetto Segreto

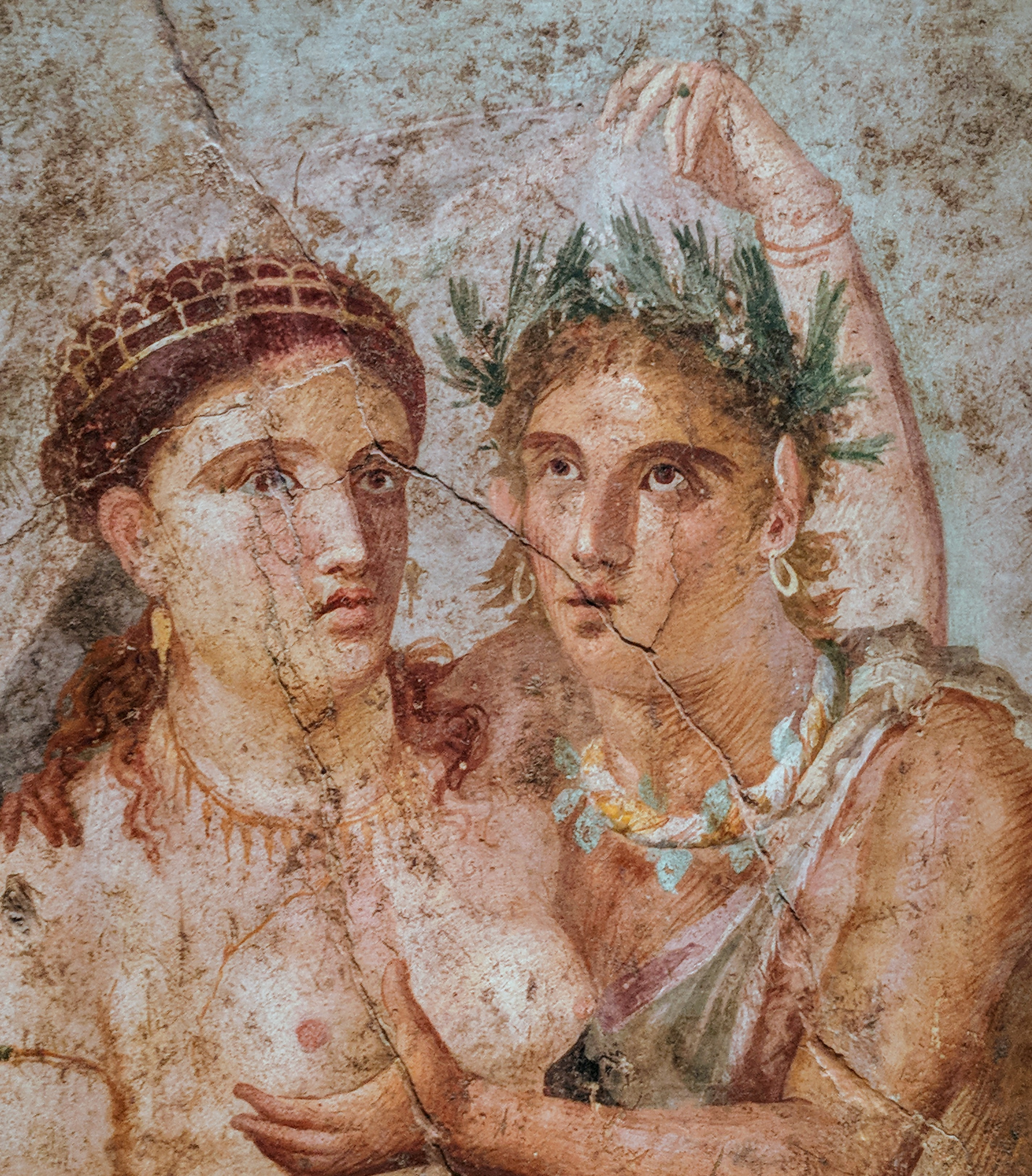
Affresco erotico

Il Gabinetto Segreto, nel 1821 chiamato Gabinetto degli oggetti osceni, è la raccolta di reperti provenienti prevalentemente da Pompei ed Ercolano, a carattere erotico: proprio per il tema trattato la sezione in origine era chiusa al pubblico e l'accesso era consentito solo tramite permesso e a persone di sesso maschile. Giuseppe Garibaldi cercò con scarso successo di aprirla al pubblico; per la riapertura bisognerà aspettare il 1976, anche se successivamente venne riorganizzata e definitivamente aperta nel 2000.
I circa 250 reperti esposti sono ordinati cronologicamente: oltre a vasi e piatti di epoca greca con raffigurazione erotiche, la maggior parte della raccolta è di epoca romana. Si tratta di affreschi, in terzo e quarto stile, staccati da case, botteghe e lupanari: questi talvolta decoravano anche giardini insieme a statue come quella di Pan e capra. Sono raccolti oggetti, sempre a carattere erotico, che servivano ad allietare i banchetti come un Tripode con satiri itifallici, oppure dal valore propiziatorio, con la classica raffigurazione del fallo, come un Tintinnabulum con gladiatore e un affresco con Mercurio itifallico. In una vetrina sono esposti reperti della collezione Borgia, sullo stesso tema della sezione, ma dalla dubbia autenticità.

### Secondo piano
Al secondo piano sono ospitate la sezioni affreschi, tempio di Iside, oggetti della vita quotidiana, villa dei Papiri, preistoria e protostoria, che continua anche nell'ammezzato, topografia della Campania antica e Magna Grecia.

#### Sezione affreschi

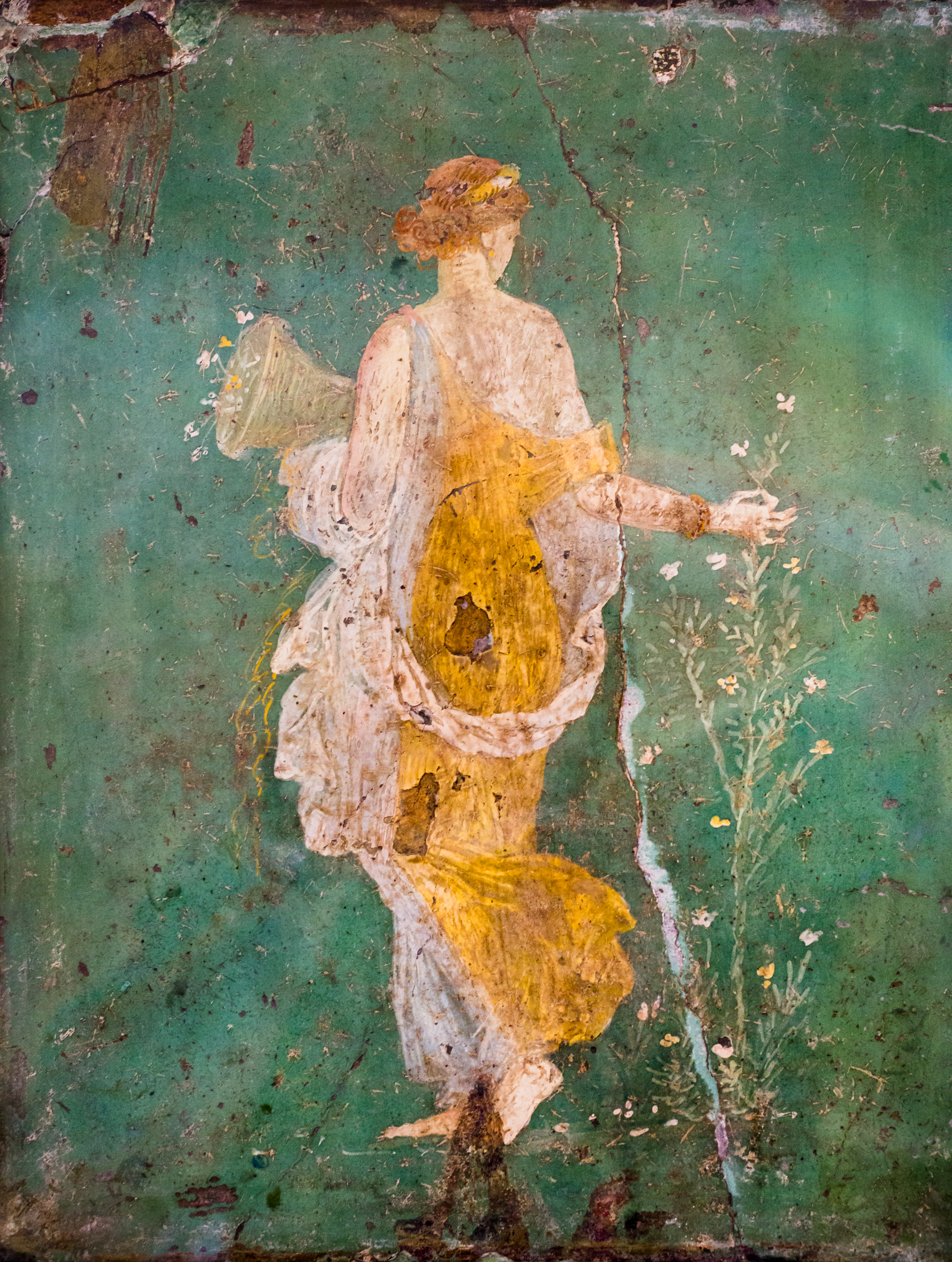
Flora

La sezione affreschi del museo rappresenta la più grande collezione al mondo di affreschi di epoca romana; questi provengono dai siti archeologici vesuviani e furono in un primo momento ospitati nel Museo Ercolanense nella reggia di Portici: vennero infatti staccati dalla loro collocazione originaria sia per preservarli che per aumentare il prestigio della dinastica borbonica. Gli affreschi si datano in un periodo compreso tra il I secolo a.C. e il I secolo e sono organizzati per provenienza, temi e stili.
Sono esposte pitture in secondo stile come quelle provenienti dalla villa di Publio Fannio Sinistore, come Architettura con porta e maschere e la megalographia di Corte ellenistica, oppure in terzo stile come la Parete con paesaggio idillico-sacrale della villa di Agrippa Postumo; quelle in quarto stile, che si svilupparono dopo il terremoto del 62, quando le città furono ricostruite e restaurate, riguardano quelli provenienti dalla casa dei Dioscuri e gli stucchi della casa di Meleagro. I temi ricorrenti negli affreschi sono quelli dei miti greci come i quadretti restituiti dalla casa di Giasone, tra cui Europa sul toro, Sacrificio di Ifigenia dalla casa del Poeta Tragico e Teseo liberatore della casa di Gavio Rufo.
Il tema delle nature morte è rappresentato da una parete proveniente dalla praedia di Giulia Felice o quadretti dalla Casa dei Cervi, con raffigurazioni di pani, pesci, stoviglie e monete, quello dei paesaggi da un Paesaggio costiero da villa San Marco, Fregio con villa marittima da Pompei e Paesaggio nilotico da Ercolano mentre quello dei ritratti raccoglie gli affreschi ritrovati sui muri vesuviani che ritraggono volti come Saffo o Terentius Neo e la moglie.
In una apposita sezione sono gli affreschi dipinti sui larari, gli altari dove venivano venerati gli dei tutelari della casa, tra cui Bacco e Vesuvio dalla casa del Centenario, mentre in un'altra sono le pitture caratterizzate da scene di vita quotidiana che hanno permesso di ricostruire avvenimenti storici delle città vesuviane: ne è esempio Rissa nell'anfiteatro, ritrovato nel peristilio della casa di Aniceto, che raffigura appunto la rissa tra pompeiani e nocerini nell'anfiteatro.
Una sezione è interamente dedicata alle pitture provenienti da villa Arianna a Stabia: si tratta di affreschi in terzo e quattro stile, tra cui i quattro quadretti di Medea, Diana, Leda e Flora, quest'ultima una delle più famose pitture di epoca romana. Sempre da villa Arianna è la Venditrice di amorini, che insieme ad altri affreschi, come le Danzatrici della villa di Cicerone, hanno influenzato le pitture e le decorazioni del periodo neoclassico.

#### Sezione tempio di Iside

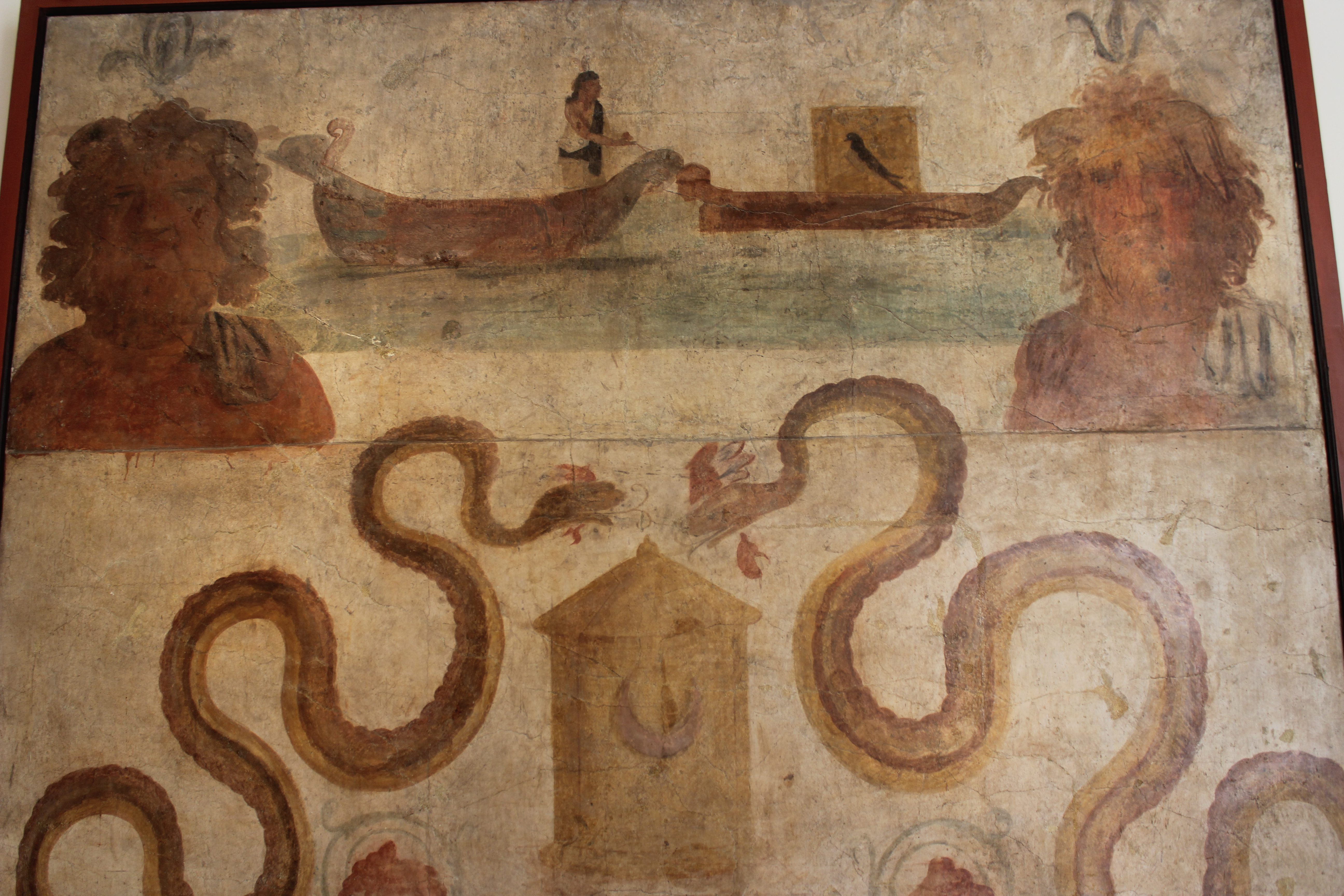
Affresco dal tempio di Iside

La sezione tempio di Iside raccogliere i ritrovamenti di pitture e suppellettili dell'omonimo tempio a Pompei: questo venne scavato tra il 1764 e il 1766, diventando una delle mete del Grand Tour, per il suo stile egittizzante.
Nelle sale che riguardano il tempio sono esposte la targa in marmo che ne testimonia il restauro a seguito del terremoto del 62 e le pitture, come gli affreschi in quarto stile provenienti dalle pareti del portico tra cui Sacello di Arpocrate, oppure quelli provenienti dall'ekklesiasterion, il portico alle spalle del tempio, dove erano posti gli affreschi di maggiore fattura, con temi riguardanti la mitologia greca, come quelli della storia di Io, a cui si alternano scene di paesaggi. Dal sacrario, che aveva una funzione di sacrestia piuttosto che di luogo dedicato alle iniziazioni, come inizialmente supposto, affreschi di più semplice fattura come il Navigium Isidis. Nella sezione sono inoltre raccolti i reperti ritrovati all'interno del tempio, probabilmente offerte votive, tra cui una statua di Iside, e altri provenienti sia da differenti luoghi di Pompei che dalle città vicine come le coppe di ossidiana da villa San Marco a Stabia.
Adiacente alla sezione del tempio di Iside è una sala in cui è custodito il plastico di Pompei, fatto realizzare alla fine del XIX secolo da Giuseppe Fiorelli a Felice Padiglione: in scala 1:100, riproduce non solo gli edifici ma anche le decorazioni al loro interno.

#### Sezione oggetti della vita quotidiana
La sezione degli oggetti della vita quotidiana offre una raccolta di oggetti di uso comune provenienti dagli scavi vesuviani: la sezione, rimasta quasi immutata rispetto alla musealizzazione avvenuta nel Museo Ercolanense, preservandone i criteri di divisione per materiali, è ordinata in vetrine del XIX secolo, nello stesso stile del mobilio pompeiano.
Gli oggetti in esposizione riguardano la sfera religiosa, lucerne, candelabri, applique decorative, chiavi e strumenti musicali e chirurgici, oltre che servizi per la toelettatura e per i banchetti. I materiali in cui sono realizzati sono in ceramica dipinta, più a buon mercato, in bronzo, appartenenti alle classi medio alte, come una Coppa di Lari ritrovata nella casa degli Amorini Dorati, oppure, più rari, visto il loro costo di realizzazione, in avorio, materiale talvolta imitato con l'osso. Tra gli oggetti in argenti è esposto un servizio da tavola composto da 118 oggetti in argento per un peso di 84 chilogrammi, ritrovati in casse in legno e avvolti in panni di stoffa nella casa del Menandro; è anche esposto un esempio di Larva convivialis, uno scheletro bronzeo utilizzato a completamento dei servizi da tavola, a ricordare la fugacità della vita sebbene il momento di convivialità. Nonostante la loro fragilità, sono anche raccolti oggetti in vetro: sono collezionati colorati vetri millefiori, medaglioni con vetro dipinto e vetro soffiato; è esposta un'urna cineraria chiamata Vaso blu, in vetro cammeo, proveniente dalla necropoli di porta Ercolano.

#### Sezione villa dei Papiri

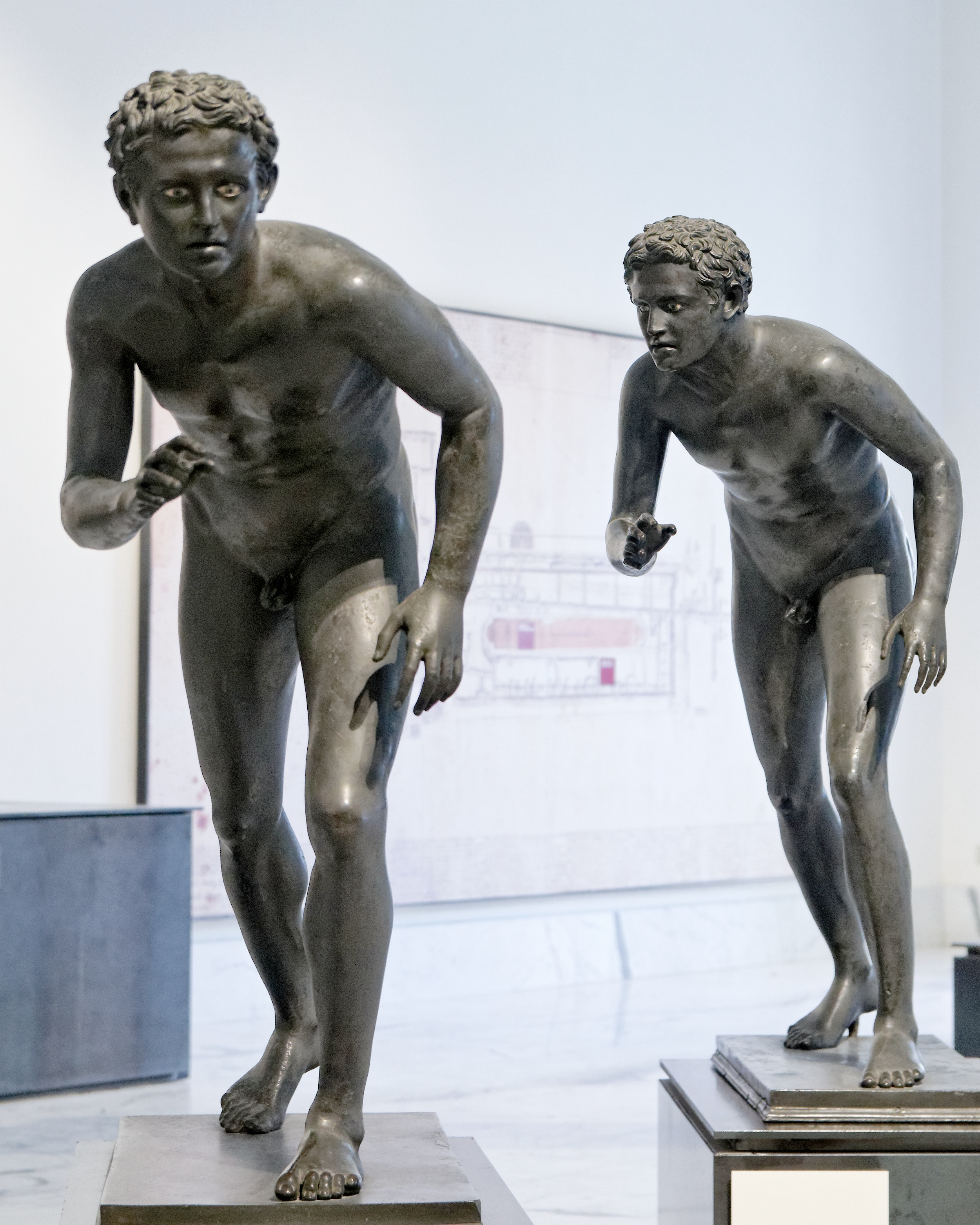
Coppia di corridori

La sezione villa dei Papiri raccoglie i reperti rinvenuti nell'omonima villa nell'area suburbana di Ercolano: si tratta per lo più di statue, circa un centinaio, di cui i due terzi in bronzo e allestite nelle sale del museo secondo il luogo di provenienza originario.
Dalla zona dell'atrio provengono una Coppa di satiri con otre e rython utilizzati come decorazione della fontana nell'impluvium, dal peristilio quadrato dei busti ritraenti filosofi e sovrani greci e delle statue ispirate a opere greche del V secolo a. C. come due erme del Doriforo di Policleto, mentre cinque statue femminile, le cosiddette Danzatrici, erano posto ai bordi di un canale dello stesso ambiente. Sono inoltre esposti una statua di Atena, posta all'ingresso del tablino, busti di filosofi e oratori, provenienti dalla biblioteca, mentre dal peristilio provengono la Coppia di corridori, il Satiro ebbro, il Satiro dormiente, l'Hermes in riposo, lo Pseudo-Seneca, statue di animali come quella di un maialino o di una coppia di daini, a cui continuano ad affiancarsi busti in marmo e bronzo di personalità greche. Sono inoltre esposte pitture originarie della villa e due modelli della macchina utilizzata per srotolare i papiri ritrovati all'interno della biblioteca.

#### Sezione preistoria e protostoria
La sezione preistoria e protostoria raccoglie le testimonianze delle prime forme di vita in Campania e nell'Italia meridionale: la collezione si andò formando tra la fine del XIX e l'inizio del XX secolo sia tramite campagne di scavo che grazie a scoperte casuali e sequestri di scavi clandestini. Fu inaugurata nel 1908 nei locali del seminterrato per essere poi ampliata nel 1934: fu riallestita nella sua collocazione definitiva al secondo piano nel 1995 e adeguata nel 2020.
I reperti spaziano da un periodo che va dal Paleolitico all'Età del rame e riguardano principalmente la sfera funebre come un ciottolo dipinto ritrovato nella grotta delle Felci sull'isola di Capri oppure la ricostruzione di una tomba di Pontecagnano Faiano al cui interno erano sepolti quattro uomini con il loro corredo funerario costituito da armi in bronzo e selce; altri oggetti provengono da Piano di Sorrento, Licola e dalla necropoli di Paestum. Sono poi raccolti reperti dell'Età del bronzo e del Ferro: sono sempre di oggetti perlopiù provenienti da corredi funerari dove ai pezzi in ceramica si affiancano quelli in bronzo, ferro, ambra, oro e argento ritrovati dalle zone della piana campana, Cuma, Capua e nell'avellinese.

#### Sezione topografica della Campania antica
Nella sezione topografica della Campania antica sono raccolte le prime testimonianze archeologiche di alcune zone della Campania: si tratta di Ischia e dei ritrovamenti sull'isola come quelli della necropoli di San Montano, un gruppo di rilievi in marmo di un tempio presso la sorgente di Nitrodi e la ricostruzione in scala 1:1 di una capanna del villaggio di punta Chiarito, sepolto da una colata di fango, con all'interno anfore, stoviglie e attrezzi per la pesca.
Dai centri della piana campana provengono reperti sia da tombe che da edifici sacri come dal santuario di Monte Grande a Cales e il santuario della dea Marica alla foce del Garigliano. Sono poi i ritrovamenti della colonia greca di Cuma e delle sue tombe: in una di queste vennero ritrovati due corpi con il cranio sostituito da una maschera in cera e gli occhi in pasta vitrea; sono custodite anche alcune anfore a figure nere.

#### Sezione Magna Grecia

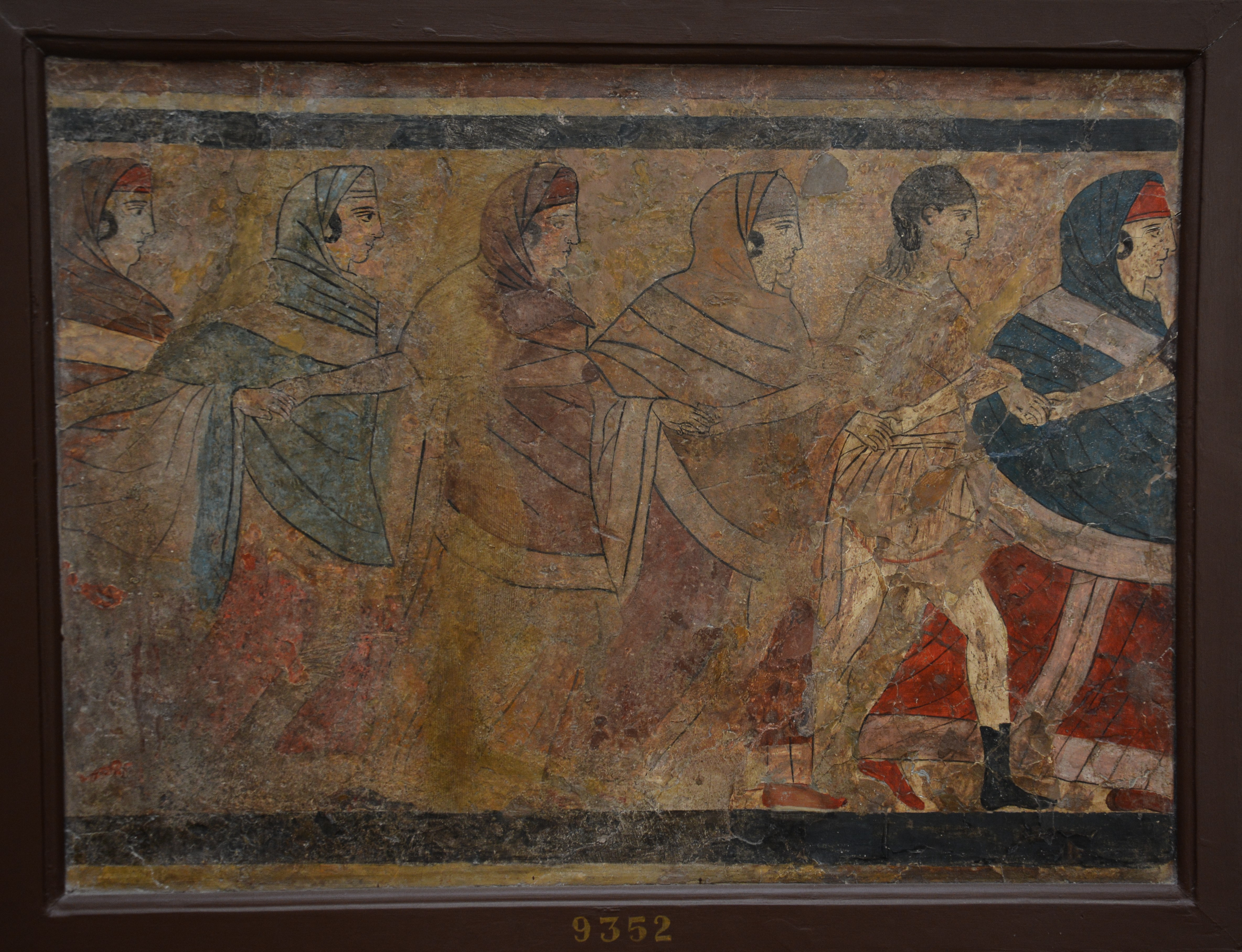
Danzatrici

La sezione Magra Grecia nasce dell'unione di collezioni private acquistate dal museo nel corso degli anni a cui si aggiungono ritrovamenti avvenuti dalla fine del XVIII secolo in varie colonie dell'antica Grecia nell'Italia meridionale.
I reperti sono per lo più di carattere religioso come la Dama di Sibari, un Pinax con Ade e Persefone ritrovato a Locri frammenti di terracotta da Metaponto, mentre altri riguardano corredi funerari come crateri, anfore e coppe per il simposio, armi, oppure collane, orecchini, bracciali e anelli in oro, questi ultimi da una tomba di Ruvo di Puglia: dalla stessa città proviene il ciclo di affreschi che ornava la tomba delle Danzatrici e alcuni vasi, come quell'Amazzonomachia, dall'omonima tomba. Da Poseidonia, che con l'arrivo dei Lucani mutò il proprio nome in Paistom, è la produzione locale di ceramiche, come quelle firmate dal ceramista Assteas. Da Canosa di Puglia sono esposti i ritrovamenti dell'ipogeo Monterisi Rossignoli, dell'ipogeo del Vaso di Dario, da cui proviene l'omonimo vaso e quello di Patroclo, dagli ipogei Lagrasta, oltre a vasi a pitture rosse, sono custoditi piatti in vetro, di cui lavorato con la tecnica millefiori, e dall'ipogeo Barbarossa busti in terracotta e statue piangenti. Alcuni reperti risentono già dell'influsso romano come la statua di un Giovane togato, ritrovata a Cales. È inoltre esposta la collezione Vivenzio, originariamente nel palazzo di famiglia a Nola e acquistata dal museo nel 1818 per circa 30 000 ducati, che raccoglie i ritrovamenti dell'area di Nola e Cimitile: oltre alle pitture che decoravano le tombe, sono anche vasi, tra cui l'Hydria Vivenzio.

##### Pavimenti a mosaico
Le sale che ospitano la sezione Magna Grecia e parzialmente quella della sezione Preistoria e protostoria sono pavimentate con mosaici in opus sectile e opus tessellatum, datati tra il I secolo a.C. e il I secolo, provenienti dai siti archeologici vesuviani oltre che da villa Jovis a Capri: in origine tali mosaici pavimentavano le sale del Museo Ercolanese per poi essere successivamente trasferiti nella loro collocazione definitiva con l'istituzione del Real Museo Borbonico.

### Stazione Neapolis
Nella sezione denominata Stazione Neapolis, ubicata nei pressi di una delle uscita della stazione Museo della Linea 1, sono raccolti i reperti ritrovati duranti i lavori di costruzione della metropolitana di Napoli: questi spaziano dall'epoca preistorica fino ad arrivare al periodo spagnolo, passando per quello greco e bizantino.